# William Reith
William Reith (...) è un ex schermidore e maestro di scherma statunitense.

## Palmarès
In carriera ha conseguito i seguenti risultati:
- Giochi Panamericani:

Città del Messico 1975: oro nella spada a squadre.